# Макгенрі (округ, Іллінойс)
Шаблон:StateAbbr_ 42°19′ пн. ш. 88°27′ зх. д. / 42.32° пн. ш. 88.45° зх. д.
Округ Макгенрі (англ. McHenry County) — округ (графство) у штаті Іллінойс, США. Ідентифікатор округу 17111.

## Історія
Округ утворений 1836 року.

## Демографія
За даними перепису
2000 року
загальне населення округу становило 260077 осіб, зокрема міського населення було 228393, а сільського — 31684.
Серед мешканців округу чоловіків було 130474, а жінок — 129603. В окрузі було 89403 домогосподарства, 69303 родин, які мешкали в 92908 будинках.
Середній розмір родини становив 3,31.
Віковий розподіл населення поданий у таблиці:
| Стать    | До 15 років | 15-21 | 22-29 | 30-39 | 40-49 | 50-65 | 65-85 | Понад 85 |
| -------- | ----------- | ----- | ----- | ----- | ----- | ----- | ----- | -------- |
| Чоловіки | 34254       | 12233 | 11546 | 23362 | 22426 | 17956 | 8000  | 697      |
| Жінки    | 32105       | 10826 | 11242 | 23764 | 21836 | 17614 | 10466 | 1750     |

## Суміжні округи
- Волворт, Вісконсин — північ
- Кеноша, Вісконсин — північний схід
- Лейк — схід
- Кук — південний схід
- Кейн — південь
- Декальб — південний захід
- Бун — захід

## Виноски
1. ↑  U.S. Decennial Census. United States Census Bureau. Архів оригіналу за 26 квітня 2015. Процитовано 7 липня 2014.
2. ↑  Historical Census Browser. University of Virginia Library. Архів оригіналу за 11 серпня 2012. Процитовано 7 липня 2014.
3. ↑  Population of Counties by Decennial Census: 1900 to 1990. United States Census Bureau. Архів оригіналу за 24 квітня 2014. Процитовано 7 липня 2014.
4. ↑  Census 2000 PHC-T-4. Ranking Tables for Counties: 1990 and 2000 (PDF). United States Census Bureau. Архів (PDF) оригіналу за 18 грудня 2014. Процитовано 7 липня 2014.
5. ↑  State & County QuickFacts. United States Census Bureau. Архів оригіналу за 6 червня 2011. Процитовано 7 липня 2014.(англ.) Наведено за англійською вікіпедією.
6. ↑  American FactFinder. Бюро перепису населення США. Архів оригіналу за 26 лютого 2012. Процитовано 31 січня 2008.

| США | Це незавершена стаття з географії США. Ви можете допомогти проєкту, виправивши або дописавши її. |